# Billy Unger
Pour les articles homonymes, voir Unger.
Billy Unger, de son vrai nom William Brent Unger né le 15 octobre 1995 dans le Comté de Palm Beach en Floride, est un acteur américain.

## Filmographie

### Cinéma
- 2007 : Seven's Eleven: Sweet Toys : Frankie
- 2008 : Benjamin Gates et le Livre des secrets (National Treasure 2: the Book of Secrets) de Jon Turteltaub : Charles Gates
- 2008 : L'Echange (Changeling) de Clint Eastwood : enfant qui pleure (voix)
- 2008 : The Invited : Michael
- 2008 : Marlowe, le chien policier : Robby North
- 2009 : Super Kids  : Sammy Benson
- 2009 : Rock Slyde : enfant rockeur
- 2009 : Le Voyage extraordinaire de Samy (Around The World In 50 Years 3D) : Hatchling Sammy
- 2009 : Valkyrie : ?
- 2009 : Hyper Tension 2 : Lil' Chev Chelios
- 2009 : Love Isn't Always on Time : Jeune Cameron
- 2009 : Fred Perkin's Wild Michigan : Jeune Ben
- 2010 : Encore toi ! (You Again) : Ben
- 2010 : Jack et le Haricot magique : un enfant dans la classe
- 2013 : Once Upon a Christmas Dream : Christian
- 2013 : Les aventures de Billy Stone : le médaillon sacré (The Lost Medallion: The Adventures of Billy Stone) : Billy Stone

### Télévision
- 2006 : Cold Case : Affaires classées : Jeff Reed
- 2006 : Scrubs : Devin
- 2007 : Desperate Housewives : Jeremy McMullin (saison 4 épisode 9)
- 2008 : Medium : Joey/Theodore Carmichael
- 2008 : Can You Teach My Alligator Manners : Eric
- 2008 : Special Agent Oso : Voix
- 2008 : Terminator : Les Chroniques de Sarah Connor (Terminator: The Sarah Connor Chronicles)
- 2008 : Les Griffin (Family Guy) : Stevie Griffin  (voix)
- 2009 : Mental : Conor Stephens
- 2009 : Sonny With a Chance : Wesley(saison 2 épisode 19)
- 2010 : santa Buddies : Puppy Paws
- 2010 : Ghost Whisperer : Pete (saison 5 épisode 22)
- 2010 : No Ordinary Family : Troy (saison 1 épisode 11)
- 2011 : Chéri, j'ai agrandi le chien (Monster Mutt) : Zack Taylor
- 2012-2016 : Les Bio-Teens : Chase Davenport (rôle principal)
- 2012 : Tatami Academy : Brody (la revanche des Dragons Noirs)
- 2012 : Section Genius (série TV) : Neville (saison 2 épisode 7)
- 2016 : Lab Rats : Elite Force: Chase Davenport (rôle principal)